# Міхай-Вітязу (Констанца)
Міхай-Вітязу (рум. Mihai Viteazu) — село у повіті Констанца в Румунії. Адміністративний центр комуни Міхай-Вітязу.
Село розташоване на відстані 205 км на схід від Бухареста, 53 км на північ від Констанци, 99 км на південний схід від Галаца.

## Населення
За даними перепису населення 2002 року у селі проживали 1932 особи, з них 1929 осіб (99,8%) румунів. Усі жителі села рідною мовою назвали румунську.